# ديفيد هال (أمين الأرشيف)
ديفيد هال (بالإنجليزية: David Hall)‏ هو أمين الأرشيف أمريكي، ولد في 16 ديسمبر 1916، وتوفي في 16 أبريل 2012.